# ایستگاه قطار

تصویرنگاشت ایستگاه قطار

ایستگاه قطار یا ایستگاه راه‌آهن و اغلب با نام کوتاه ایستگاه، از امکانات راه‌آهن است که در آن قطار به طور منظم برای بارگیری(عمدتاً کالا) یا سوار یا پیاده کردن مسافر، توقف می‌نماید. به طور کلی ایستگاه شامل سکویی در مجاور ریل و ساختمان ایستگاه برای ارائه خدمات مربوط از قبیل خرید و فروش بلیت و اتاق انتظار می‌باشد.

## نگارخانه

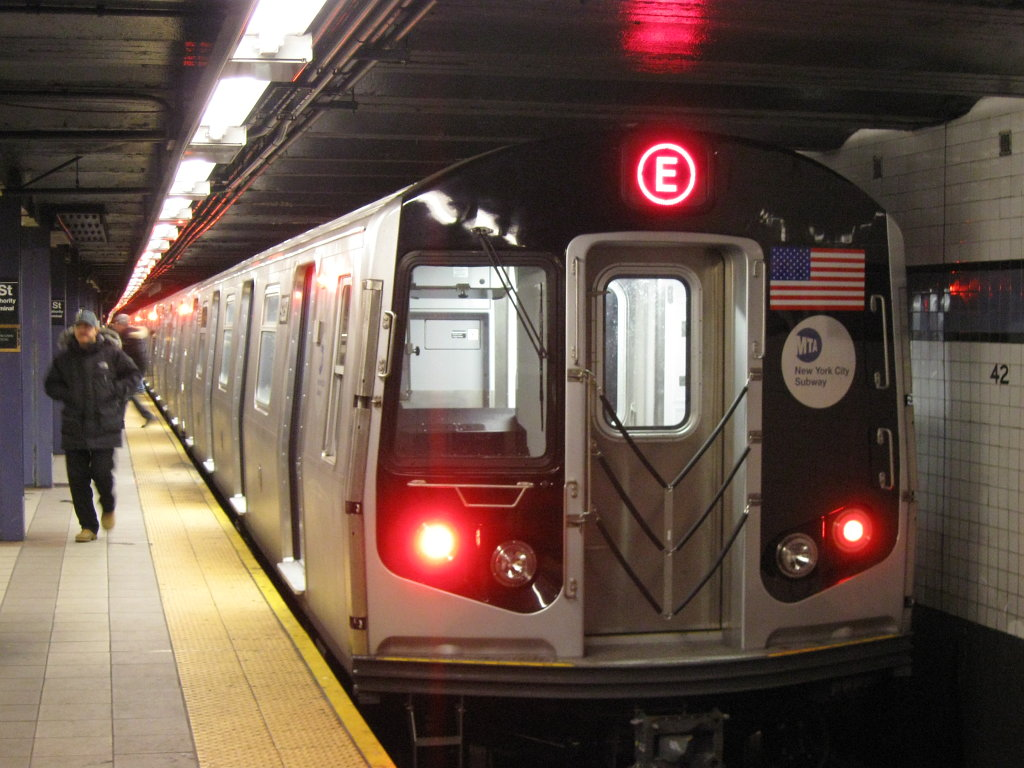
ایستگاه مترو نیویورک، بزرگترین سیستم حمل و نقل سریع جهان از نظر تعداد ایستگاه‌های قطار و طول مسیر است.
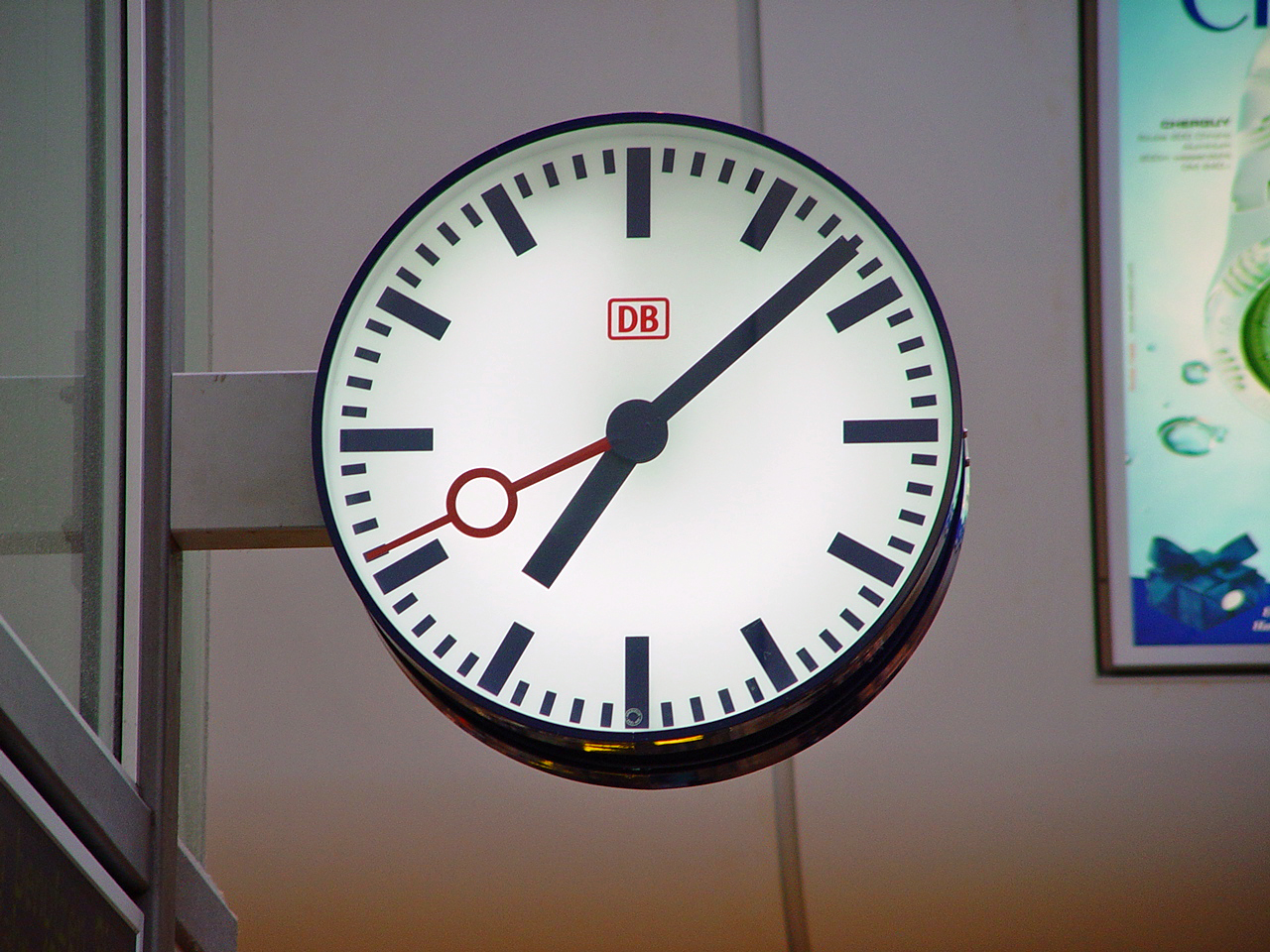
ساعت دویچه بان در آلمان
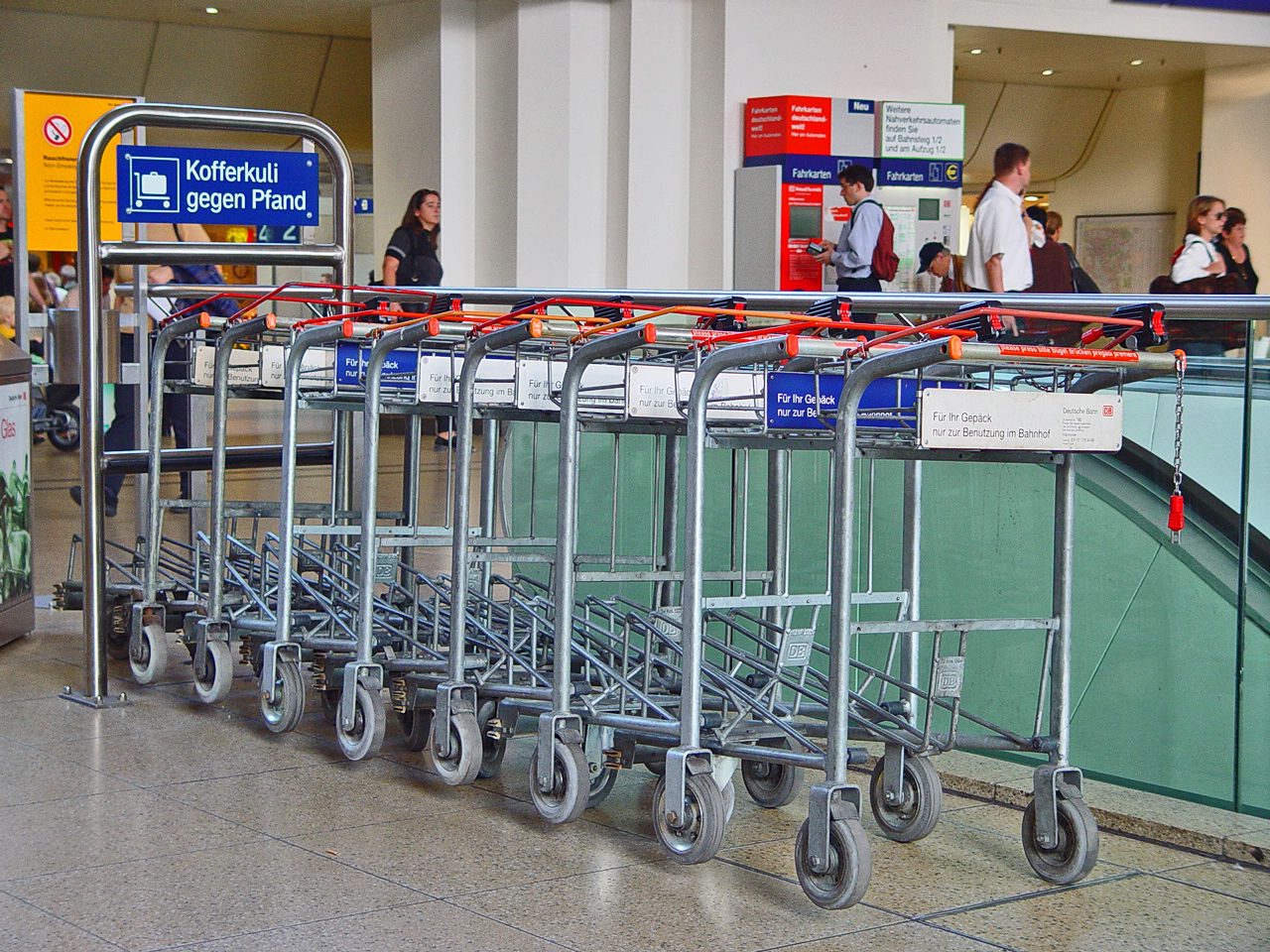
چرخ بار در ایستگاه قطار آلمان
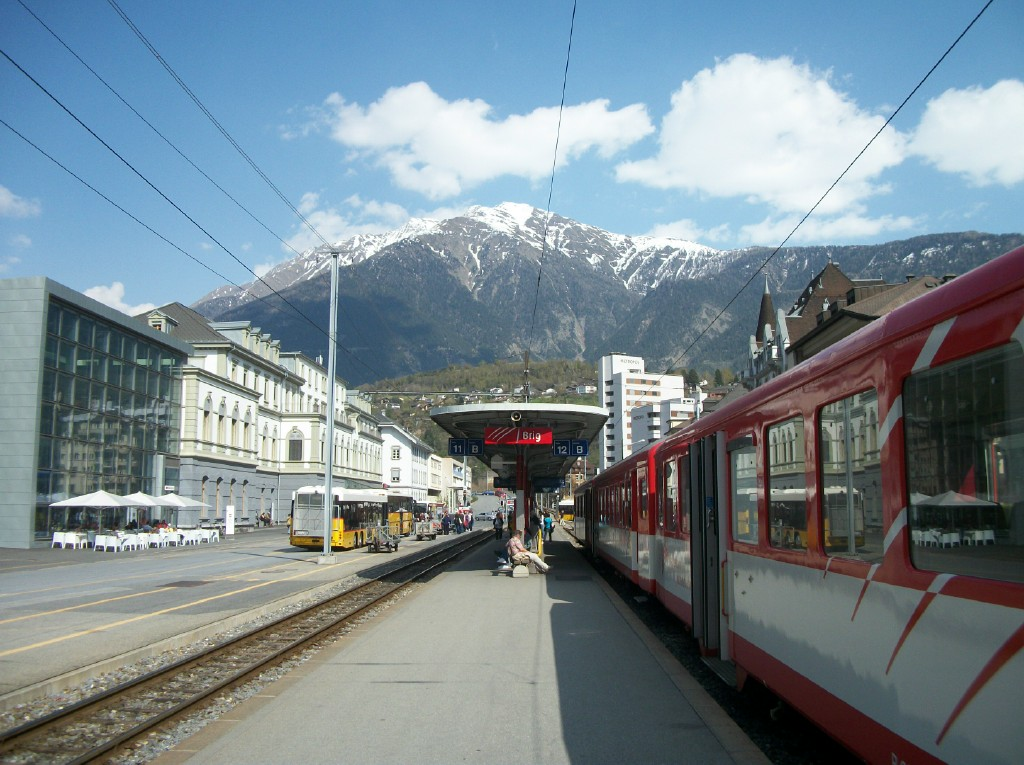
چشم انداز کوه آلپ در بریگ، سوئیس.
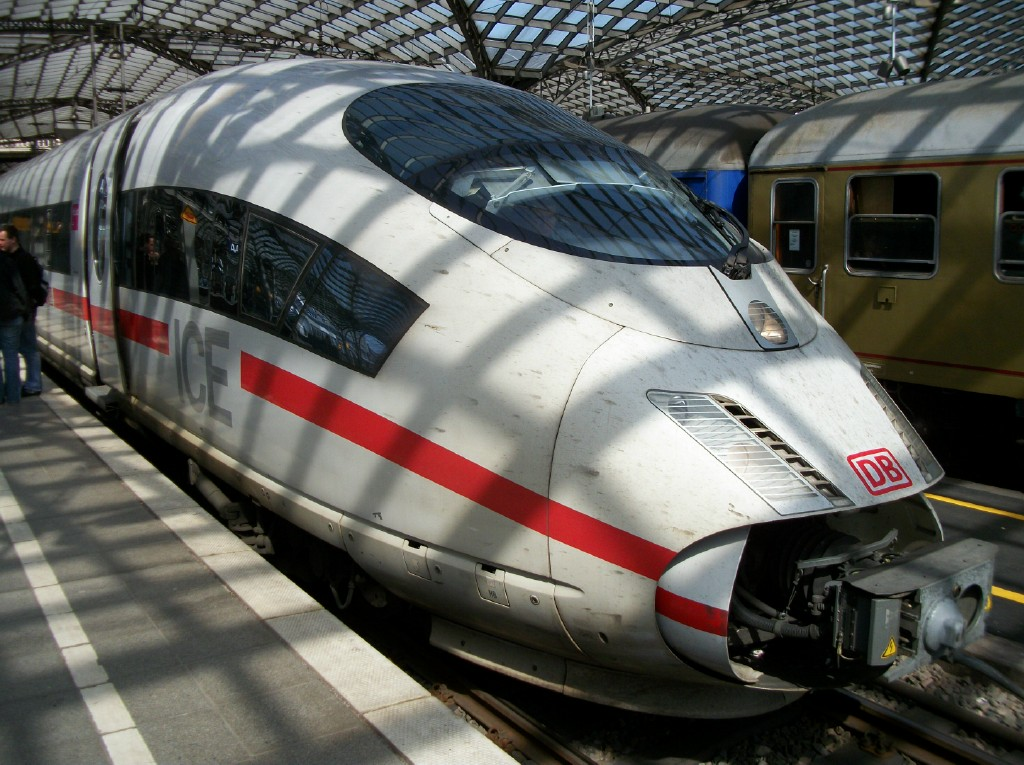
آی‌سی‌ای در ایستگاه کلن.
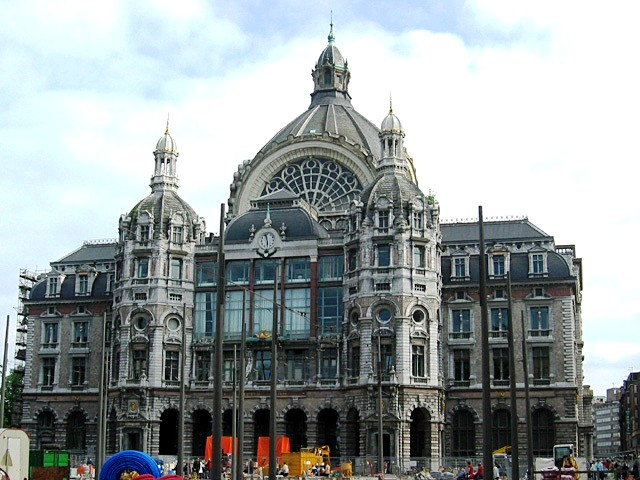
ایستگاه راه‌اهن آنتورپ
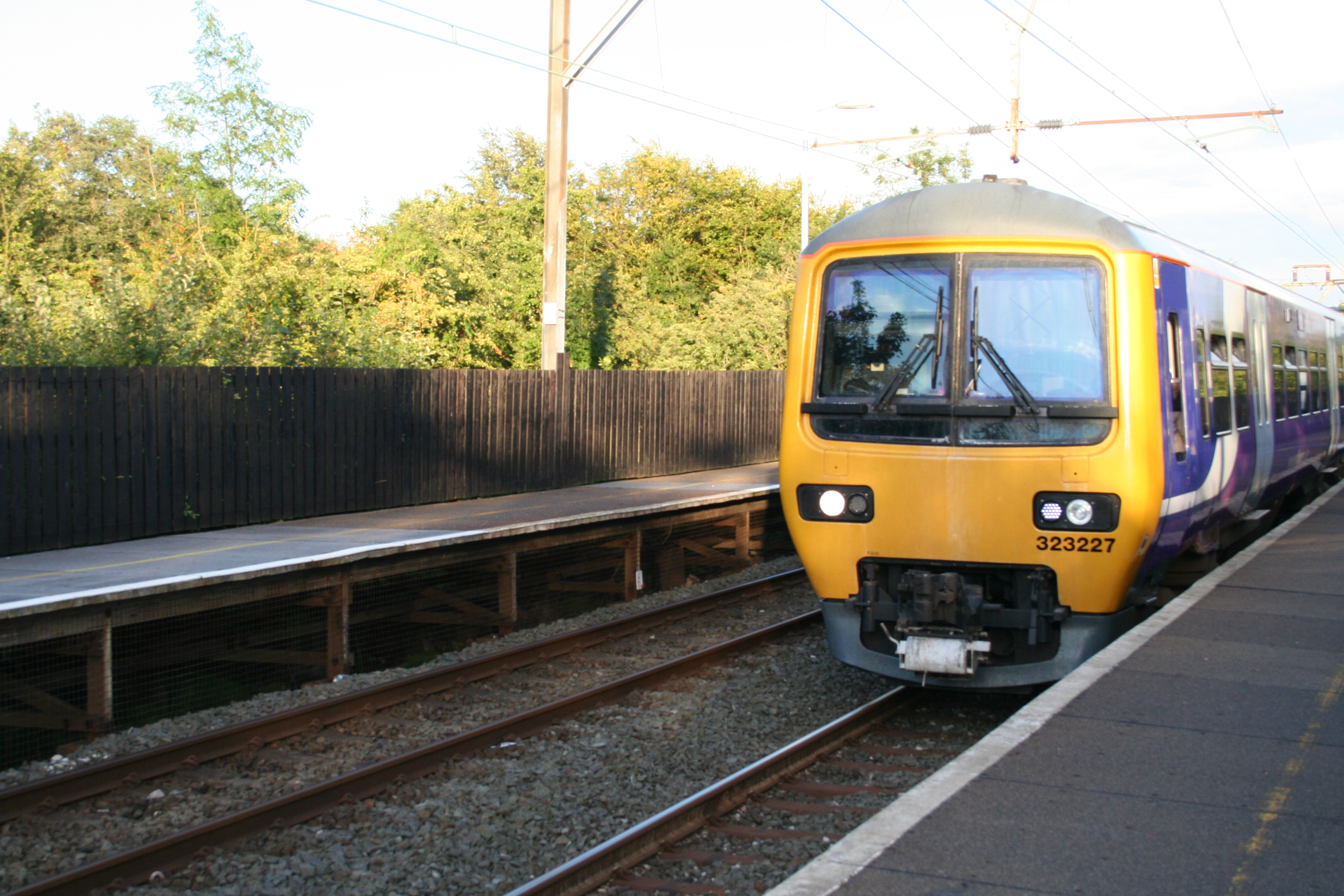
قطار ۳۲۳ ایستگاه  Godley
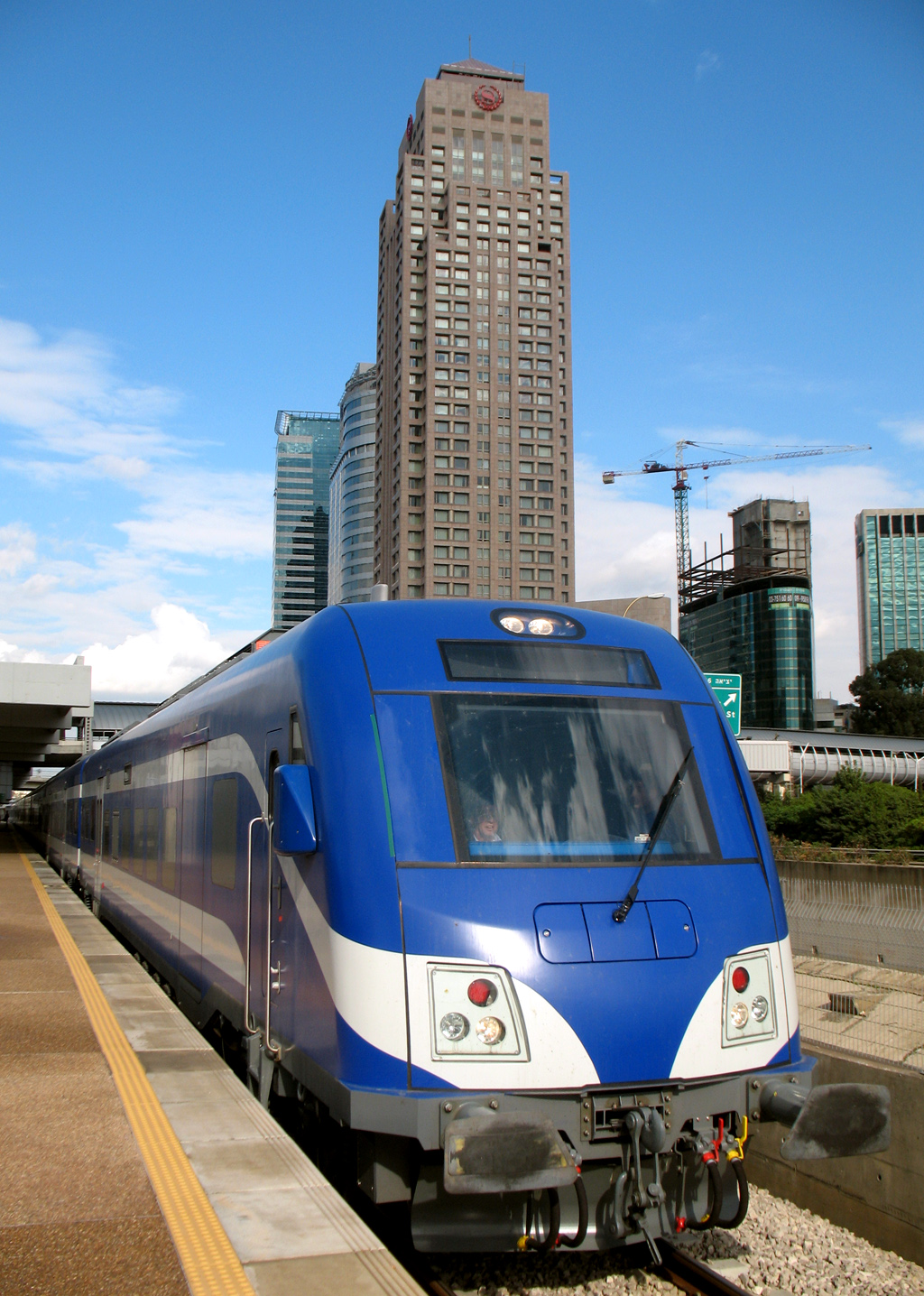
ایستگاه راه آهن مرکزی ساویدر تل‌آویو، در تل‌آویو اسرائیل.